# Minueto en do mayor, KV 1f (Mozart)
El Minueto para teclado en do mayor, K. 1/1f, es una breve pieza, compuesta por Wolfgang Amadeus Mozart en Salzburgo en 1761, cuando tan solo contaba con cinco años de edad. Esta pieza de música fue probablemente la primera composición de Mozart, y se encuentra recogida en el conocido como Nannerl Notenbuch, un pequeño cuaderno que Leopold Mozart, el padre de Wolfgang, empleaba para enseñar música a sus hijos. La pieza fue puesta por escrito por Leopold, en tanto que el pequeño Wolfgang no sabía escribir música por entonces, dada su corta edad.   

## Descripción
Es una pieza muy breve, compuesta por solo dieciséis compases y de unos treinta segundos de duración, y está en la tonalidad de do mayor. Suele ser interpretada en el clavicémbalo, aunque en su ejecución pueden emplearse otros instrumentos de teclado.

## Análisis
El minueto, recogido en la primera colección de obras de Mozart, es de tempo relativamente rápido, en compás de 3/4. A diferencia de su anterior composición, KV 1d, está menos influido por el estilo barroco.
La pieza presenta dos frases, ambas delimitadas por barras de repetición y con forma de Satz o sentence (en la terminología de Arnold Schönberg) y basadas en un mismo motivo rítmico, que aparece en el primer compás y los dos primeros compases del segundo compás: la estructura quedaría A(2+2+4 compases):||A'(2+2+4 compases):||. El comienzo de la pieza es anacrúsico y un final femenino.